# Zalizneacika, Katerînopil
Zalizneacika (în ucraineană Залізнячка) este un sat în așezarea urbană Ierkî din raionul Katerînopil, regiunea Cerkasî, Ucraina.

## Demografie
Componența lingvistică a localității Zalizneacika
     Ucraineană (98,71%)
     Rusă (1,17%)
     Alte limbi (0,12%)
Conform recensământului din 2001, majoritatea populației localității Zalizneacika era vorbitoare de ucraineană (98,71%), existând în minoritate și vorbitori de rusă (1,17%).